# Tahitia
Tahitia é um género botânico pertencente à família Malvaceae.
1. ↑  «Tahitia — World Flora Online». www.worldfloraonline.org. Consultado em 19 de agosto de 2020